# Avraham Ben-Yitzhak
Avraham Ben-Yitzhak (en hébreu : אברהם בן יצחק), également connu sous le nom d'Abraham Sonne ou Dr Sonne
(13 septembre 1883, Przemyśl - 29 mai 1950, Hod HaSharon)
est un poète, critique littéraire, érudit juif de langue hébraïque, par ailleurs activiste sioniste, de nationalité autrichienne puis israélienne.

« Haute et silencieuse,

le sommet dans le ciel,

et sur son secret

est posée la lumière »

— A. Ben-Yitzhak, Les collines... (trad. E. Moses) 
Poète de la plus haute exigence, considéré comme le premier poète hébreu de l'ère moderne (par H. N. Bialik lui-même), Avraham Ben-Yitzhak n'aura de toute sa vie que très peu publié : seulement 11 poèmes.
Fréquentant quotidiennement le Café Museum (en) de Vienne, il aura cependant - par son érudition, son esprit, son langage, ses poèmes, et ses silences - laissé une profonde impression sur tout le milieu artistique et intellectuel viennois des années 1930, notamment sur Hermann Broch, Elias Canetti, James Joyce, Soma Morgenstern et Arthur Schnitzler...

## Biographie
« Il n’était que pensée, à tel point qu’il n’y avait rien d’autre à signaler chez lui. »

— E. Canetti, Jeux de regards
Galicie (1883-1907)
Avraham Sonne est né le 13 septembre 1883 (11 éloul 5643 selon le calendrier hébraïque) à Przemyśl en Galicie, marche orientale de l'Empire austro-hongrois, dans une famille de la haute bourgeoisie juive. La même année ses parents (Yitzchak Israel Sonne et Taube Intrater née Dawid) se séparent. Son père étant décédé peu après, il est alors pris en charge par ses grands-parents maternels, qui lui inculquent une éducation juive traditionnelle.
Vers 1900, le rabbin Eliezer Meir Lifshitz (1879–1946) le prend en affection, et l'encourage à écrire et surtout - devant déjà ses premières réticences - à publier ses poèmes.
De 1902-1903 date la composition de ses premiers poèmes conservés : Clarté d'Hiver, Les Collines..., Septembre dans l'avenue et L'orage dans la nuit. De la même période date son engagement pour la cause sioniste.
Vienne (1907-1918)
Il étudie ensuite la philosophie à l'université de Vienne (1907-1910), puis à Berlin (1911).
Il publie quelques poèmes en hébreu (1909) et ses premiers essais critiques littéraires mais anonymement.
Devenu membre actif du mouvement sioniste, il est adjoint de la délégation galicienne lors du 10e Congrès sioniste à Bâle (9-15 août 1911).
En 1913, il se voit proposer un poste d'assistant pour l'enseignement de la littérature hébraïque et de psychologie au Teachers College de Jérusalem, mais à peine arrivé à Jérusalem (21 avril), il est victime d'un accident - blessé à la colonne vertébrale, il doit finalement se résoudre à retourner à Vienne pour s'y faire soigner.
En 1915, les Russes envahissent la Galicie ; l'ensemble de ses manuscrits restés à Przemyśl sont détruits, ce qui plonge Sonne dans une profonde dépression.
1916 le voit donner à Vienne quatre conférences sur quatre poètes hébraïques contemporains: Micha Josef Berdyczewski (1865-1921), Haïm Nahman Bialik (1873-1934), Yossef Haïm Brenner (1881-1921) et Shaul Tchernichovsky (1875-1943).
En 1918, Haïm Nahman Bialik lui propose de publier l'ensemble de ses poèmes chez son éditeur à Odessa mais Sonne refuse.
La même année, Sonne fonde avec Adolf Böhm (en) et Siegfried Bernfeld le Hebräischen Pädagogiums à Vienne (Institut pédagogique juif de Vienne).
De plus en plus impliqué dans la cause sioniste (fin 1918, il est notamment à Copenhague pour soutenir les revendications des Juifs galiciens), il est appelé à Londres par l'Organisation sioniste mondiale.
Londres (1919-1922)
Il y devient l'un des conseillers de Chaim Weizman. À la suite d'un différend avec Weizman, il quitte son poste (démission ou licenciement?), et décide de mettre un terme à son activité politique.
Vienne (1921-1938)

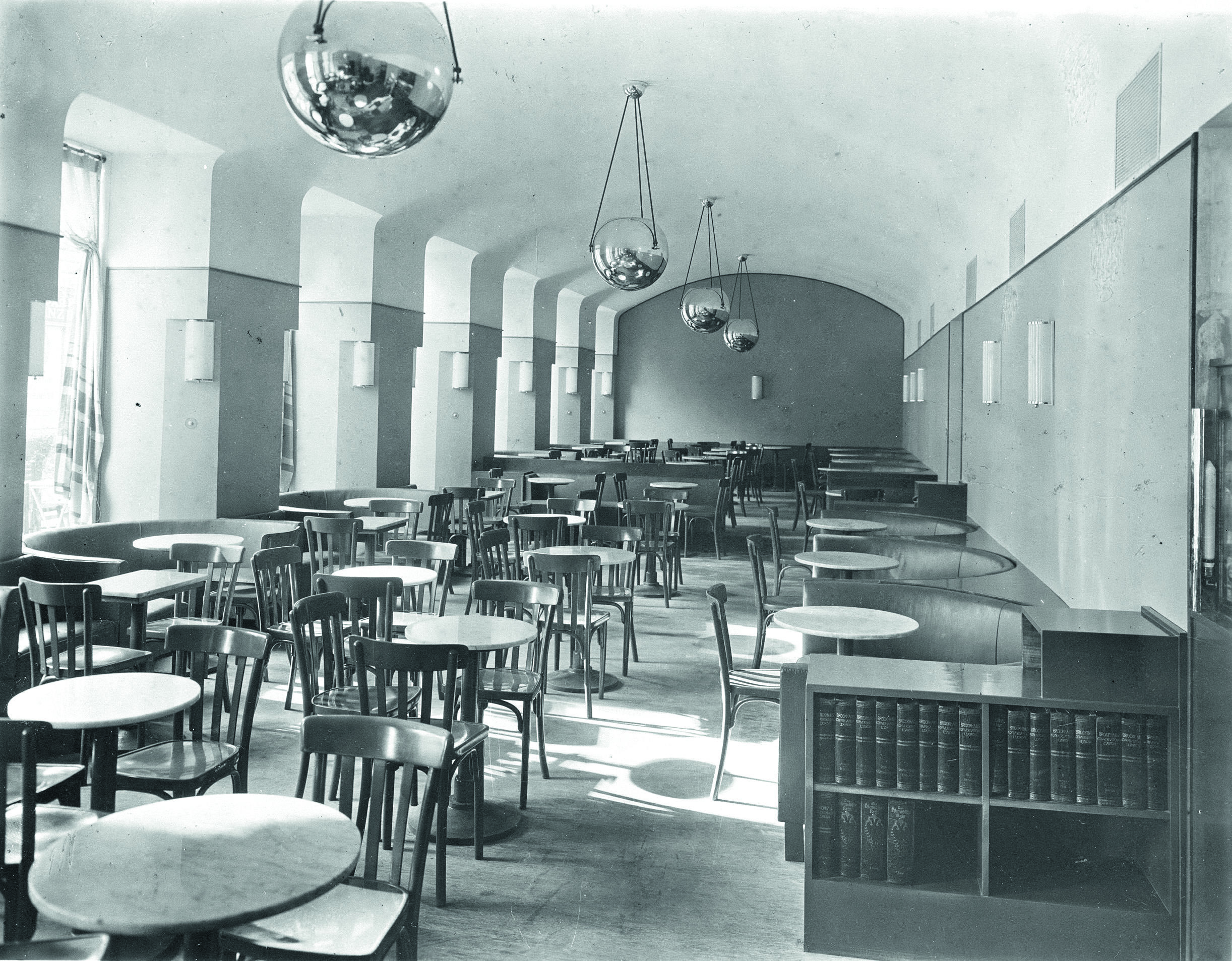
Le Café Museum dans les années 1930

Il revient à Vienne, reprenant son enseignement à l'Institut pédagogique hébraïque de Vienne.
En 1930, il publie ce qui sera son dernier poème : Heureux les semeurs qui ne moissonnent pas.
Ayant contracté la tuberculose, il se soigne de décembre 1931 à mai 1932 dans un sanatorium en basse Autriche.
Abraham Sonne prend l'habitude de se rendre tous les jours au Café Museum (en), il y rencontre - et impressionne par son érudition et sa rare parole - toute l'intelligentsia artiste et littéraire viennoise :
Richard Beer-Hofmann, Alban Berg, Siegfried Bernfeld, H. N. Bialik, Adolf Böhm (en), Georg Brandes, Hermann Broch, Martin Buber, Elias Canetti, Veza Canetti, Zwi Perez Chajes, Ernst Czuczka, Hugo von Hofmannsthal, James Joyce, Oskar Kokoschka, Werner Kraft (de), Elieser Lipschütz, Anna Mahler, Viktor Matejka, Georges Merkel, Soma Morgenstern, Robert Musil, Josef Popper-Lynkeus, Rudolf Rapaport (en), Joseph Roth, Arthur Schnitzler, Arnold Schönberg, Gershon Shofman (en), Julius Simon, David Simonsen, David Vogel, Chaim Weizmann, David Yellin, Stefan Zweig...
Parmi ceux-ci, certains le soutiennent financièrement avec le secret espoir qu'il reprenne son activité poétique.
Israël (1938-1950)
Après l'Anschluss (12 mars 1938), Sonne s'enfuit vers la Palestine sous mandat britannique, où il vivra désormais sous son nom de plume : Avraham Ben-Yitzhak. Il y fréquente notamment Martin Buber et Werner Kraft, et éprouve une passion platonique pour Leah Goldberg, qui laissera un témoignage émouvant sur la poétique et les silences de Sonne.
L'ancien activiste sioniste assiste au vote du plan de partage de la Palestine (29 novembre 1947) et à la proclamation de l'indépendance de l'état d'Israël le 14 mai 1948.
Il meurt en 1950 de tuberculose au sanatorium de Ramatayim (auj. Hod HaSharon). Il est inhumé à Tel Aviv.

## Œuvre
« Heureux les semeurs qui ne moissonnent pas
car ils erreront au loin. »

— A. Sonne, Heureux les semeurs
(trad. E. Moses) 

« J'appris [...] que Sonne avait été l'un des fondateurs de la poésie néo-hébraïque. Tout jeune, à l'âge de quinze ans, il avait écrit sous le pseudonyme d'Abraham ben Yitzchak des poèmes en hébreu que les connaisseurs des deux langues comparaient à ceux de Hölderlin. Il s'agissait, à ce que j'appris encore, d'un très petit nombre d'hymnes, une douzaine tout au plus, d'une perfection telle que leur auteur s'était vu considéré comme un des maîtres de cette langue ressuscitée. Mais il avait aussitôt cessé de composer des vers et plus aucun poème de lui n'avait été livré au public. On supposait qu'il s'était interdit d'écrire désormais de la poésie. Il n'en parlait jamais, il gardait sur ce sujet comme sur tant d'autres un silence absolu. »

— E. Canetti, Jeux de regards
L’œuvre poétique publié consiste en seulement onze poèmes - 9 sont publiés avant la première guerre mondiale, entre 1908 et 1913, l'avant-dernier en 1918 et le dernier en 1930. Après cette date, Abraham Sonne reste silencieux.
La poésie de Sonne s'inscrit tout entière dans la littérature hébraïque dite ashkénaze d'Europe de l'Est, initiée par H. N. Bialik et Shaul Tchernichovsky et associée historiquement au mouvement sioniste.
Il est important de noter que l'hébreu ashkénaze se caractérise par un système phonétique spécifique (caractérisé par son accent tonique et sa prononciation), système phonétique qui disparaîtra avec le passage à un hébreu israélien sépharade dans les années vingt et au début des années trente.
Proche de Bialik par sa conception poétique, Avraham Sonne, réussit, par son attachement au romantisme allemand tardif (et non au russe) et dans une moindre mesure à l'impressionnisme, à prendre ses distances par rapport au schéma métrique et aux règles prosodiques de la poésie de Bialik, développant son propre rythme libre: il se verra ainsi rapidement qualifié de premier poète moderne hébreu.
Les onze poèmes sont selon l'ordre chronologique d'écriture :
1. Clarté d'hiver (ריהב ףרח; 1902/03; publié in HaShilo ́ah 19, Odessa, 1908)
2. Les collines autour de ma ville... (חש םירהה ורב; septembre 1902; publié in Revivim, Lemberg, Jerusalem, Jaffa, 1913)
3. Septembre dans l'avenue (הרדשב לולא; septembre 1902; publié in Revivim, 1913)
4. Une Tempête dans la nuit (רעס רבעי הלילב; Lviv 1903, publié in HaShilo ́ah, 1909/10)
5. Je ne connais pas l'âme (ישפנ יתעדי אל; Vienne, 1909; publié in HaShilo ́ah, 1910)
6. Soir du jour (םויה תוטנכ; fin 1909; publié in HaShilo ́ah, 1912)
7. Royauté (תוכלמ; Venise, 1910; publié in Revivim, 1913)
8. Nuits, qui deviennent blanches (וניבי יכ תוליל; 1909 ou 1910, publié in Ha’Ivri HeHadash 1, Warschau, 1912)
9. Psaume (רומזמ; début 1910; publié in Ha’Ivri HeHadash 1, 1912)
10. Une seule parole (םירמוא םידדוב; Vienne, 1912/1917; publié in Ha’Ogen, 1918)
11. Heureux ceux qui sèment mais ne récolteront pas (ורעקי אלו םיערזה ירשא; 1926/28; publié in Almanac Mitpeh, Tel Aviv, 1930)

Un 12e poème [Le semeur], écrit en 1906 est paru dans Moledet (6, Jaffa 1914) mais Sonne a expressément demandé son retrait.
À sa mort, quelques poèmes - notamment nationalistes et des fragments supplémentaires furent découverts parmi ses papiers. L'ensemble de son œuvre poétique ne sera recueillie que de manière posthume (cf. (he) Avraham Ben-Itzhak, Shirim, Tarsis Books, 1952).
A. Sonne a par ailleurs publié des essais - mais dont il est difficile d'évaluer leur nombre, car pour la plupart ils sont parus de manière anonyme et dans des périodiques juifs parfois confidentiels.

## Postérité

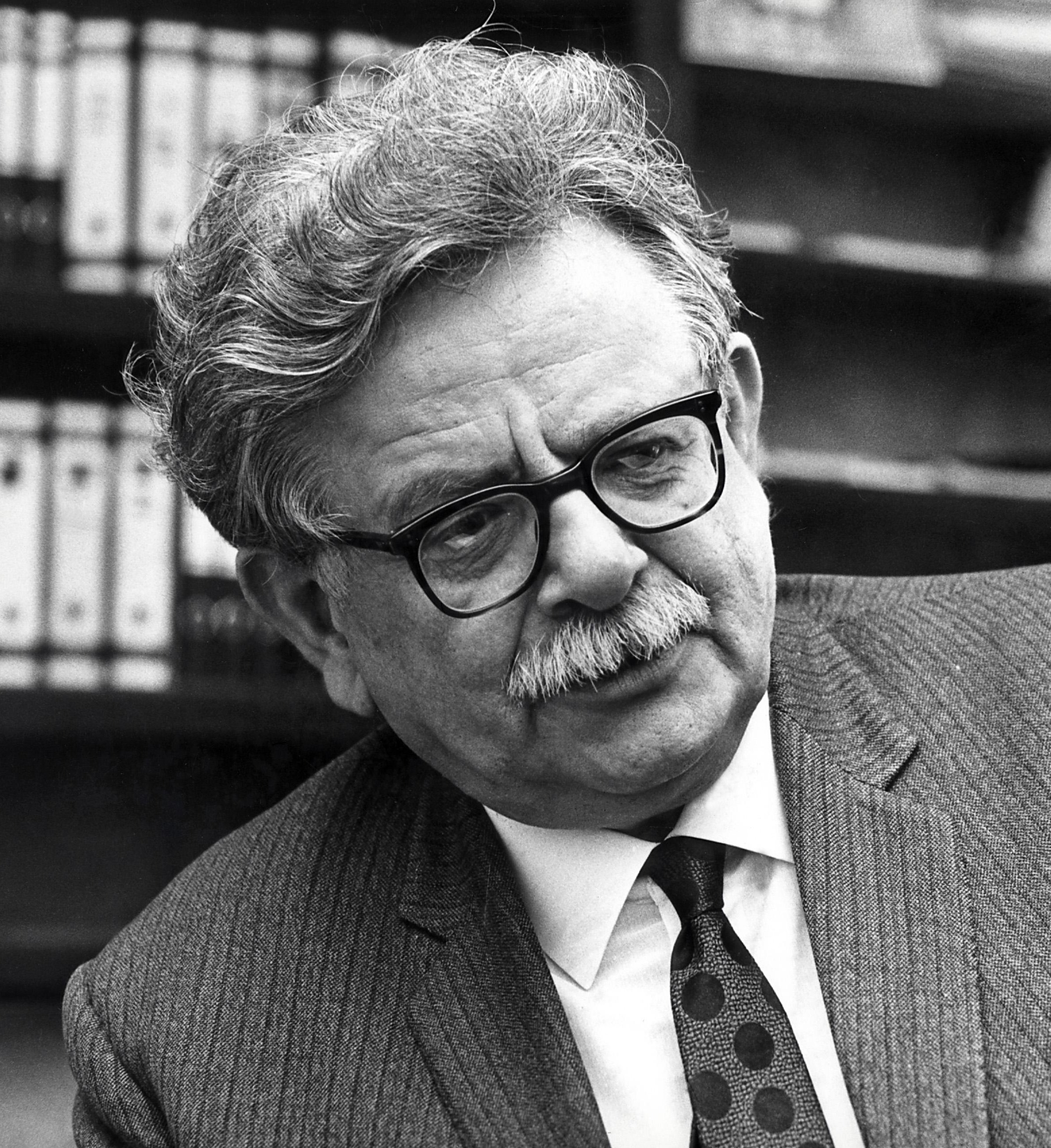
Elias Canetti

Parmi les nombreux écrits qui témoignent de la profondeur et de la forte impression des paroles du Doctor Abraham Sonne, le plus bel hommage revient sans aucun doute à Elias Canetti qui lui consacre plusieurs pages - notamment deux chapitres entiers intitulés Mutisme au Café Museum et Sonne - du troisième volume de ses mémoires Jeux de regards (Das Augenspiel).
Il y dépeint leur amitié de 1933 à 1938, relation qui va le marquer toute sa vie :

« Il était exemplaire en bien des choses : à partir du moment où je le connus, plus personne ne put me servir de modèle. Il avait les façons que doit avoir un modèle s'il veut exercer une influence. Il me parut à cette époque inégalable et, cinquante ans plus tard, il l'est toujours resté pour moi. »

— E. Canetti, Jeux de Regards,
Canetti évoque notamment la qualité de leurs entretiens

« Le Dr Sonne parlait comme Musil écrivait. (…) Sonne n’écrivait rien pour lui-même: tout ce qu’il disait naissait à mesure qu’il parlait. Mais cela naissait avec cette transparence parfaite que Musil n’acquérait qu’en écrivant. Ce qu’il m'était donné d’entendre chaque jour en véritable privilégié, c’étaient les chapitres d’un autre Homme sans qualités que j’étais absolument seul à connaître. Car s’il parlait à d’autres  - sinon tous les jours, du moins de temps en temps -, c’était là d’autres chapitres. »

— E. Canetti, Jeux de Regards
l'étendue de son savoir (notamment sur la religion, la philosophie, la psychologie, la sociologie et la politique), qui lui permet d'anticiper de manière étonnante l'avenir

« le tourment des choses à venir, de ces choses dont il me parlait sans émotion apparente, tant il est vrai qu'il ignorait cette émotion la plus terrible du prophète qui veut se voir donner raison même quand il annonce le pire. Sonne aurait donné jusqu'à son souffle pour ne pas avoir raison. Il voyait la guerre qu'il haïssait, il en prévoyait le cours. Il savait comment il eût été encore possible de l'éviter et que n'eût-il pas fait pour infirmer ses effroyables prédictions. Lorsque nous nous séparâmes après quatre ans d'amitié, moi partant pour l'Angleterre, lui pour Jérusalem, et que nous restâmes tous deux sans nous écrire, tout ce qu'il m'avait annoncé se produisit, étape par étape, jusque dans les moindres détails. Les événements me frappèrent doublement car je vivais ce que je connaissais déjà par sa bouche. »

— E. Canetti, Jeux de Regards
mais surtout sa profonde humanité :

« Il [Sonne] tenait à ne rien laisser se perdre d'une vie. Ce qu'un être avait une fois touché, il l'emportait pour toujours avec lui. [...] Il s'agissait de veiller à ce que rien d'une vie ne fût renié. La valeur d'un homme résidait dans sa capacité de conserver en lui tout ce qu'il avait vécu et de continuer à le vivre. Faisaient partie de ce tout, les pays où il avait séjourné, les langues qu'il avait parlées, les êtres dont il avait entendu les voix. »

— E. Canetti, Jeux de Regards
.

## Publications (éditions de référence)
en hébreu
- (he) Avraham Ben-Itzhak, Shirim, Tarsis Books, 1952
- (he) Avraham Ben-Itzhak, Col Ha-Shirim, Hakibbutz Méouchad, Siman Kriah, 1992

en allemand
- (he + de) Avraham Ben-Itzhak (trad. Efrat Gal-Ed et Christoph Meckel), Es entfernten sich die Dinge. Gedichte und Fragmente, Hanser Verlag, 1994 (ISBN 3-446-17876-7)

en anglais
- (he + en) Avraham Ben-Itzhak (trad. Peter Cole, préf. Hannan Hever), Collected Poems, Jérusalem, Ibis, 2002, 121 p. (ISBN 978-965-90-1249-7)

en français
On trouvera une traduction française de ses onze principaux poèmes due à Emmanuel Moses dans l'Anthologie de la poésie en hébreu moderne (2001), p. 125-139.